# Fráncico oriental
El fráncico o franconio oriental (en alemán: Ostfränkisch, pronunciación: /ˈɔstˌfʁɛŋkɪʃ/ⓘ) es un dialecto del alto fráncico que se habla principalmente en Baviera (Núremberg, Bamberg, Coburg, Würzburg, Hof, Bayreuth) y en partes de Baden-Württemberg (Bad Mergentheim y Crailsheim) y Turingia (Meiningen). Los principales subdialectos son el Unterostfränkisch (o bajo fráncico oriental, hablado en la Baja Franconia y sur de Turingia), el Oberostfränkisch (o alto fráncico oriental, hablado en la Alta y Media Franconia) y el Südostfränkisch (o fráncico oriental meridional, hablado en partes de la Media Franconia y Hohenlohe).
Localizado en la zona de transición entre el fráncico renano al noroeste y el austro-bávaro al sur, el fráncico oriental presenta características de las lenguas altogermánicas centrales y superiores. Lo mismo ocurre con el fráncico meridional en la vecina Baden-Württemberg. El fráncico oriental es un de los dialectos de Alemania con mayor número de hablantes.
La institución que se encarga de la investigación de este dialecto es la "Mundartforschungsstelle der Bayerischen Akademie der Wissenschaften", con sede en Fürth.
La extensión del fráncico oriental es discutida, puesto que se solapa con las lenguas vecinas como el bávaro o el suabo al sur, el fráncico renano al oeste y el alto sajón al norte.

## Subdivisiones

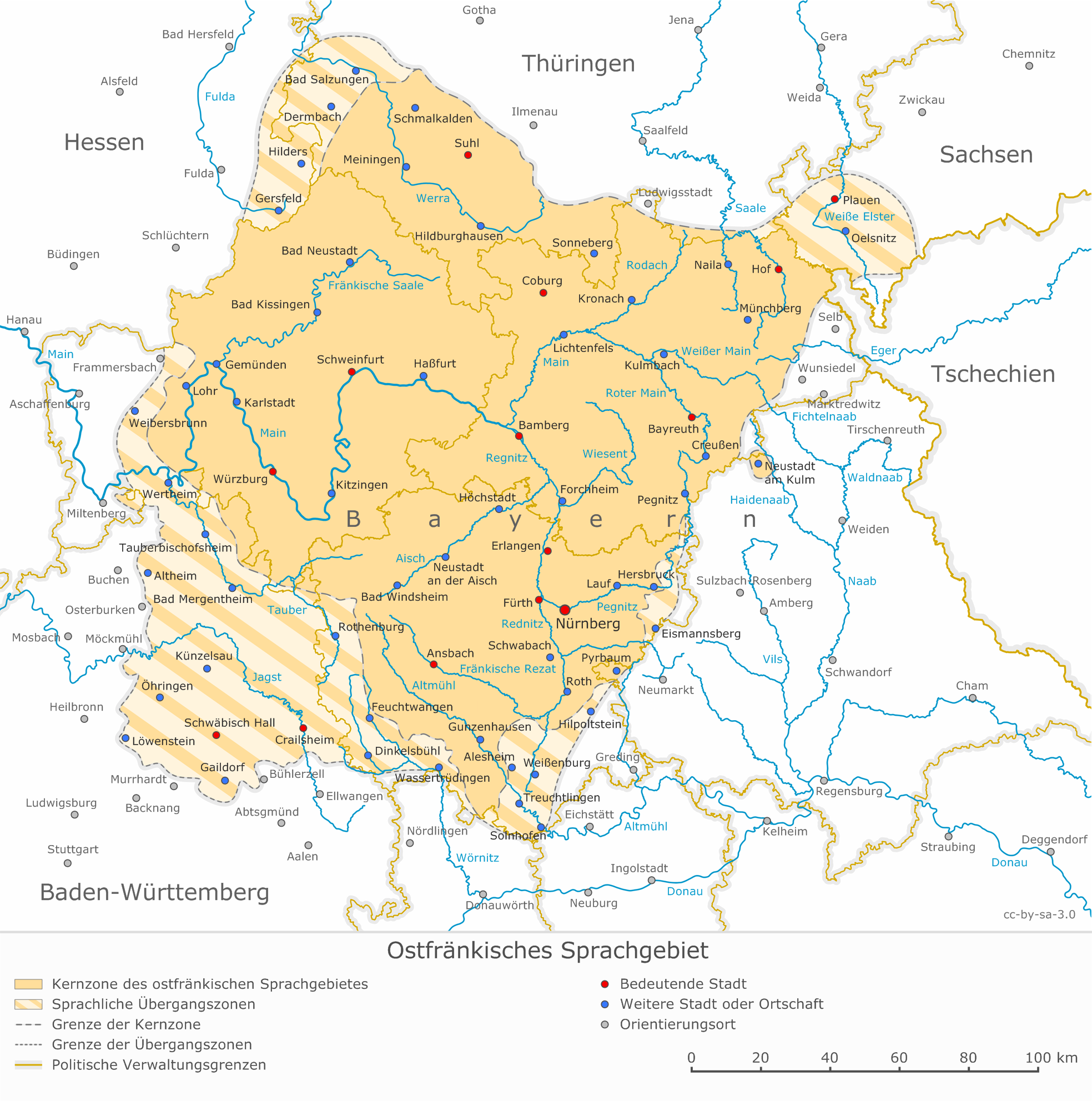
Área lingüística del fráncico oriental

El área dialectal del fráncico oriental suele subdividirse en tres familias:
- Bajo fráncico oriental (llamado así por la Baja Franconia):
  - Región de Coburgo
  - Región de Grabfeld
  - Región de Wurzburgo
  - Zonas del norte de Wurtemberg fronterizas con Franconia
  - Zonas de Hesse fronterizas con Franconia
  - Zonas de Turingia fronterizas con Franconia
- Alto fráncico oriental (llamado así por la Alta Franconia):
  - Alta Franconia
  - Franconia Central
  - Zonas del norte de Wurtemberg fronterizas con Franconia
- Fráncico oriental meridional (a caballo entre Franconia y Wurtemberg):
  - Zonas de Franconia Central fronterizas con Wurtemberg
  - Región de Hohenlohe (Wurtemberg)
  - Región de Schwäbisch Hall (Wurtemberg)
  - Región de Crailsheim (Wurtemberg)
  - Región de Tauberbischofsheim (Wurtemberg)

## Fonología
A nivel fonológico, el fráncico oriental presenta las siguientes características:
- Una r vibrante en la pronunciación.
- La suavización de las consonantes aspiradas sordas está presente casi por completo en el fráncico oriental (t → d, k → g, p → b).
- Reducción de vocales y sílabas, sobre todo en formas conjugadas. Por ejemplo gegessen (comido) se pronuncia gegess o gessn. Para la vocales largas, el alto fráncico sigue en parte las normas del alemán medio y en parte las del alto alemán.

### Isoglosas
Como en todos los dialectos germánicos, se utilizan las isoglosas para delimitar las áreas dialectales.
- La primera y la más importante es la isoglosa p/pf, ya que separa el fráncico oriental de su familia fráncica mayoritariamente ubicada en el alemán central.
- La segunda la separa del bávaro: se trata de la forma del pronombre personal de la 2ª persona del plural, con la isoglosa euch/enk. Enk es bávaro y euch fráncico y alto alemán.
- la isoglosa ou/u o ou/ua en Bruder ("hermano"): Brouder en fráncico oriental contra Bruader en bávaro y suabo.
- la isoglosa s/sch con la línea fescht/fest ("fijo"). Fuera de las zonas periféricas del suroeste, donde forma una transición con el fráncico meridional y el suabo, el fráncico oriental está mayoritariamente en zona "s" y no presenta la pronunciación típica de los dialectos del suroeste (beschd, Schweschter). De nuevo, el fráncico oriental conserva su considerable parentesco con el alto alemán moderno.

## Morfosintaxis
En el plano sintáctico y morfosintáctico, el fráncico oriental presenta diversas características particulares:
- En la lengua hablada, el pretérito imperfecto es reemplazado completamente por el pluscuamperfecto. También ocurre con frecuencia en el lenguaje escrito.
- Aún más significativa es la sustitución del genitivo por la combinación de un dativo y un pronombre personal en los nombres propios: Evas Schwester → der Eva ihr(e) Schwester ("la hermana de Eva"). También en otros aspectos, el alto fráncico es más analítico que la mayoría de dialectos alemanes; así, el genitivo de parentesco suele ser sustituido por la estructura von + dativo. El fráncico oriental utiliza en otros contextos preposiciones combinadas con el dativo donde otros dialectos alemanes usan el genitivo o el acusativo.
- En algunas zonas, como en la Baja Franconia, los infinitivos terminan en -e, y en la Media y la Alta Franconia en -n. A veces la terminación del infinitivo se omite por completo: schlafen → schlaf, kritisieren → kritisier.
- Al igual que en el alemánico, el uso de wo como pronombre relativo es preceptivo, opcionalmente complementado por der, die o das:
  - Die Frau, (die) wo ich kenn...
  - Der Film, wo du mir gestern erzählt hast...

## Historia
Aparentemente el famoso Minnesänger medieval Wolfram von Eschenbach usó esta variedad para sus composiciones.